# Салемз Лот (фільм, 2024)
«Салемз Лот» або «Салимове Лігво» (англ. Salem's Lot) — американський фільм жахів 2024 року режисера Гарі Добермана, заснований на однойменному романі Стівена Кінга. У ролях Льюїс Пуллман, Макензі Лі, Білл Кемп, Спенсер Тріт Кларк, Елфрі Вудард, Пілу Асбек та Вільям Седлер.
Фільм отримав змішані відгуки від критиків. Так Rotten Tomatoes поставив стрічці оцінку 46% на основі 101 відгука, а Metacritic — 47% на основі 20 відгуків.

## Сюжет
Бен Мієрз — молодий письменник, який повертається в невелике містечко Джерусалемс-Лот або як його кличуть місцеві Салимове Лігво, де він народився. Він залишив це місце після загибелі батьків, які потрапили в автомобільну аварію. Шукаючи натхнення для своєї нової книги, Бен помічає, що хтось поселився в будинку Марстенів. Як виявляється, туди нещодавно переїхав чужоземець на ім'я Страйкер. Він також відкрив в містечку антикварну лавку. При цьому в день переїзду Страйкер звертався за допомогою, щоб доставити в будинок дивний вантаж. Насправді ж він є слугою вампіра Барлоу, який збирається перетворити всіх мешканців Салимового Лігва на подібних собі істот. 
Першою жертвою кровопивці стає хлопчик Ральфі, який повертався додому разом з братом Денні. Зникнення підлітка стає справжнім шоком для всього містечка. Однак тижневі пошуки Ральфі не приносять жодних результатів. Пізніше щось дивне відбувається з його братом Денні, який гине від злоякісної анемії.
Після поховання Денні дивні події продовжуються. В домі шкільного вчителя Меттью Берка загадково гине Майк Раєрсон. Однак у власника будинку виникає своя теорія стосовно всіх цих подій. Помітивши сліди від укусу на шиї Майка, той звертається до Бена, щоб попередити про появу в окрузі вампірів. Хоча це звучить дуже дивно та схоже на вигадки.
Спочатку до слів Берка ставляться з сумнівами. Втім, коли з моргу зникає тіло Раєрсона, а також загадково помирає мати Ральфі та Денні, то сумніви починають зникати...

## У ролях
| Актор               | Роль                   |
| ------------------- | ---------------------- |
| Льюїс Пуллман       | Бен Мієрз              |
| Макензі Лі          | Сьюзан Нортон          |
| Білл Кемп           | Меттью Берк            |
| Спенсер Тріт Кларк  | Майк Раєрсон           |
| Елфрі Вудард        | доктор Коуді           |
| Вільям Седлер       | Паркінс Гіллеспі       |
| Пілу Асбек          | Річард Страйкер        |
| Александр Ворд      | Курт Барлоу            |
| Джон Бенджамін Хікі | отець Дональд Каллаган |

## Виробництво

### Розробка
«Салемз Лот» (англ. Salem's Lot) є черговою кіноадаптацією однойменного роману Стівена Кінга, написаного в 1975 році. У квітні 2019 року стало відомо, що Гарі Доберман стане автором сценарію та виконавчим продюсером фільму, а Джеймс Ван стане одним із продюсерів. Пізніше стало відомо, що Доберман також зрежисує фільм.

### Кастинг
У серпні 2021 року Льюїс Пуллман був обраний на головну роль.

### Зйомки
Зйомки фільму розпочалися у Бостоні у вересні 2021 року, оператором став Майкл Берджесс. Зйомки також пройшли у Массачусеттсі (у Вустері та Іпсуічі).

## Реліз
Спочатку реліз фільму палнувався на 9 вересня 2022 року, згодом його перенесли на 21 квітня 2023 року «через пов'язані з COVID затримки у сфері постпродакшну», перш ніж отримав остаточну дату прем'єри: 3 жовтня 2024 року. Дистриб'ютором виступила компанія Warner Bros. Pictures.